# Oskar Øhlenschlæger
Oskar Øhlenschlæger (* 19. April 2004 in Aarhus, Dänemark) ist ein dänischer Fußballspieler. Der zentrale Mittelfeldspieler steht aktuell beim norwegischen Erstligisten Fredrikstad FK unter Vertrag.

## Karriere
Øhlenschlæger spielte nach seinem Wechsel vom Farum BK ab 2019 vier Jahre lang für den Nachwuchs des dänischen Erstligisten FC Nordsjælland. Nach 27 Spielen (3 Tore) für die B-Junioren und 46 Spielen (4 Tore) für die A-Junioren wechselte Øhlenschlæger im Sommer 2023 zum Vendsyssel FF in die 1. Division.
Dort feierte er am 21. Juli 2023 beim 1:1 gegen SönderjyskE am 1. Spieltag sein Pflichtspieldebüt im Herrenbereich. Sein erstes Profitor folgte am 26. August 2023 am 7. Spieltag beim 5:0-Auswärtssieg gegen B93 Kopenhagen; er erzielte in der 24. Minute das 0:1. In seiner ersten Saison in Vendsyssel erzielte Øhlenschlæger in 31 Spielen vier Tore und beendete die Saison mit seinem Klub auf Platz 6. In seiner zweiten Saison im Norden Dänemarks erzielte er zwei Tore in 17 Spielen. Am 1. Dezember 2024 bestritt er beim 2:0-Heimsieg über Esbjerg fB sein letztes Spiel für den dänischen Zweitligisten.
Zur neuen Saison in der norwegischen Eliteserie wechselte der Däne zum amtierenden norwegischen Pokalsieger Fredrikstad FK. Dort erhielt er die Trikotnummer 20.
Øhlenschlæger debütierte im November 2024 für die dänische U20-Nationalmannschaft im Testspiel gegen die U-19 von Südkorea.